# Kaiserhaus (Baden)

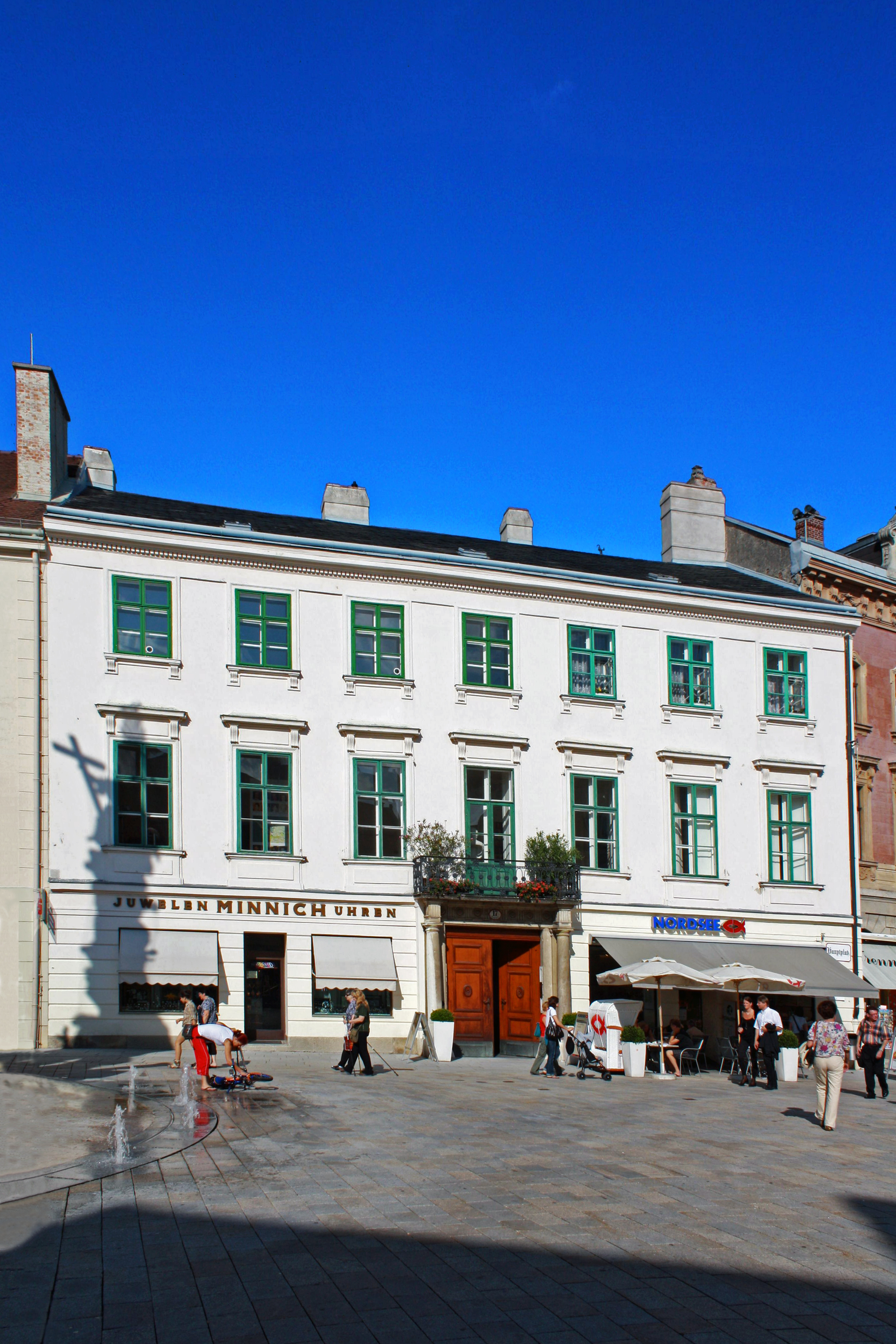
Das Kaiserhaus in Baden bei Wien (2011)

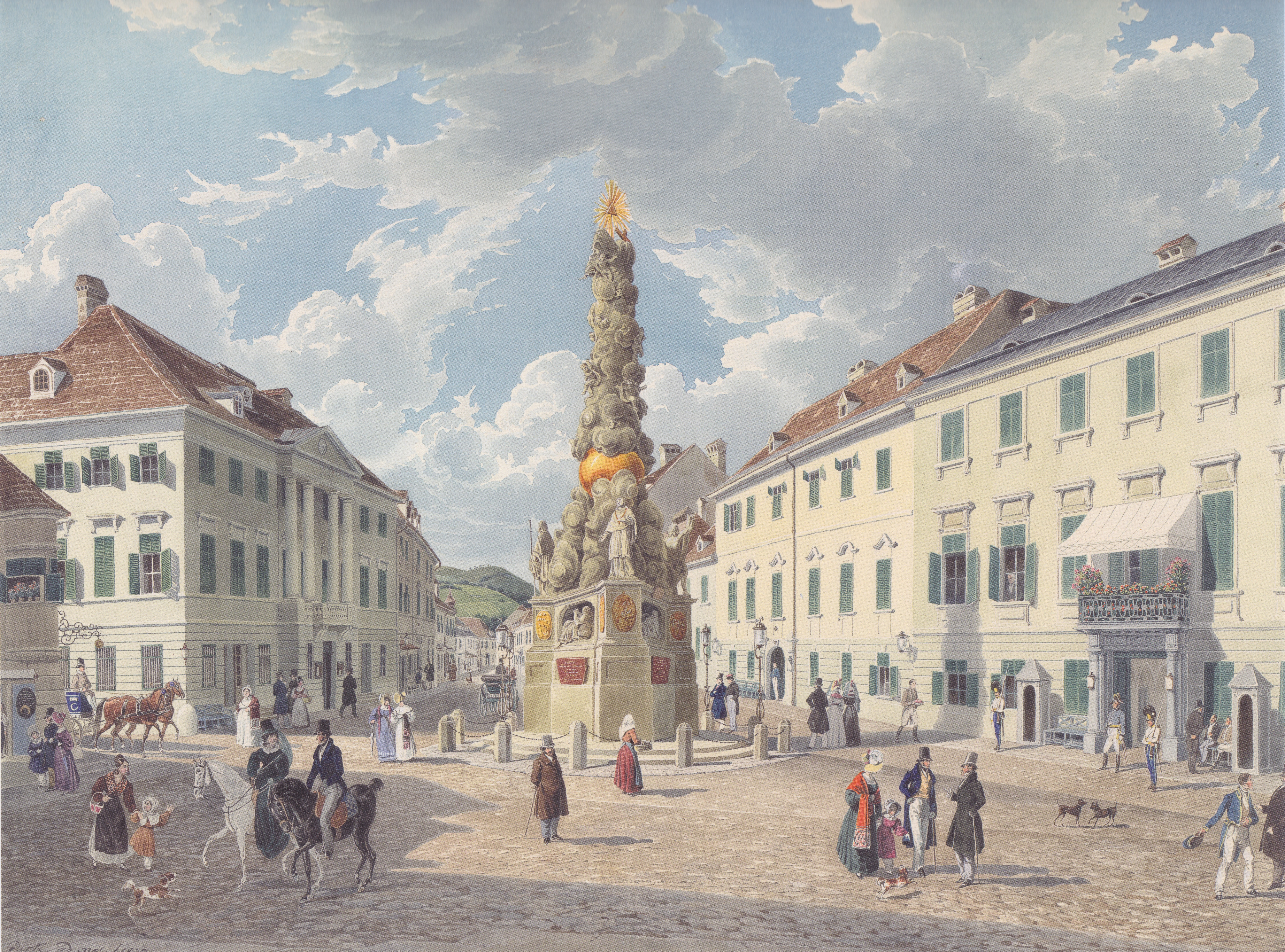
Das Kaiserhaus in Baden bei Wien (rechts), Aquarell von Eduard Gurk (1833)

Das Kaiserhaus am Hauptplatz 17 in der Stadt Baden in Niederösterreich stammt aus dem 18. Jahrhundert. Es steht unter Denkmalschutz (Listeneintrag).

## Beschreibung
Das Gebäude besitzt eine dreigeschoßige frühklassizistische (spätjosephinische) Fassade mit gebändertem Erdgeschoß sowie säulenflankiertem Rechteckportal mit darüber befindlichem Balkon des Hauptgeschoßes, dessen gerade Fenster- und Türverdachungen auf Volutenkonsolen ruhen. Das zweite Obergeschoß ist etwas vermindert. – Im hinteren Teil der Liegenschaft ist der an der Gartenmauer gelegene polygonale Pavillon (Rundbogentüren unter geschweiftem Dach mit bekrönendem Halbmondsymbol) dem ersten Viertel des 19. Jahrhunderts zuzurechnen (oder auch dem Zeitraum 1834/35 bis 1858). Die Ausgestaltung des Kleinbaus ist charakterisiert durch dekorative Wand- und Deckenmalereien, das Innere eines Zeltes illusionierend.

## Geschichte
Der Bau wird in der einschlägigen Literatur mit 1792 datiert; es wurde errichtet, wahrscheinlich geplant von Johann Aman (1765–1834), im Auftrag des Kaufmanns Johann Jakob Freiherrn von Gontard (der, späteren Falschdatierungen des Kaiserhauses Vorschub leistend, um diese Zeit auch sein Haus auf dem Theaterplatz umbauen ließ). In der Frage des Baujahres kam das Stadtarchiv Baden 2009 zur Auffassung, dass das Haus in seiner heutigen Gestalt durch Fürst Nikolaus II. Esterházy de Galantha (1765–1833) im Zeitraum 1807 bis 1812 erbaut wurde.
1813 verkaufte Esterházy die Liegenschaft sowie kleine Grundteile von Nachbarparzellen an das Allerhöchste k.k. Ärarium, und Kaiser Franz I. (1768–1835) schlug in der Folge bis 1834 hier seine Badener Residenz auf. Als Baden mit Jänner 1917 operativer Sitz des Armeeoberkommandos (AOK) geworden war, wurde das revitalisierte Haus von Kaiser Karl I. und seiner Familie genutzt. Am 6. Februar 1918 wurde der k.u.k. Hof auf Anordnung des Monarchen vom Blauen Hof im Schlosspark von Laxenburg ins Kaiserhaus verlegt, wo er bis 1. Juli 1918 blieb.
Im Jahr 2008 kaufte die Stadt Baden das Haus. Ab 2012 wurde es außen und innen saniert. Im Oktober 2013 wurde das Haus als Museum eröffnet. Zum Auftakt einer geplanten Ausstellungsserie im Kaiserhaus kuratierte Gerhard Tötschinger ab Oktober 2013 unter dem Titel „Die Welt der Habsburger“ eine Schau mit Figurinen von Helmut Krauhs. Im Sommer 2016 fand die Ausstellung „Die Gartenmanie der Habsburger“ im Rahmen des „Gartensommer Niederösterreich“ im Kaiserhaus statt. Von 21. April bis 4. November 2018 war die Ausstellung „Baden Zentrum der Macht 1917–1918“ im Kaiserhaus zu sehen. Sie behandelt die beiden letzten Jahre des Ersten Weltkrieges, in denen Kaiser Karl I. im Kaiserhaus Baden lebte und das Allerhöchste Armeekommando nach Baden verlegte.